# Hultsfreds-Hus
Hultsfreds-Hus, som från början hette AB Standardhus, var en husfabrikant som tillverkande monteringsfärdiga småhus. Fabriken var belägen i Hultsfred i Kalmar län i Småland. 

## Historik
Hultsfreds Träförädling bildades 1913. Tillsammans med Smålandsexport i Hultsfred startade man tillverkning av monteringsfärdiga småhus. Efter en konkurs fortsatte hustillverkningen 1928 under namnet Standard-hus på Hultsfreds norra industriområde.
AB Standardhus bildades 1928 då det i samarbete med Smålandsexport i Hultsfred påbörjade tillverkning av monteringsfärdiga småhus. Hultsfreds Träförädling, Standardhus och Svenska Idealhus övertogs på 1940-talet av Södra Skogsägarna. 
1960 ändrades namnet till Hultsfreds-Hus. De tre företagen slogs samman och 1960 antogs namnet Hultsfreds-Hus.
Under år 1965-1973 var storhetstiden för Hultsfred-Hus. Fabriken levererade då mer än 2 000 trähus per år. Ett år tillverkades och såldes mer än 3 000 villor, vilket torde vara rekord av en fabrik som tillverkade småhus. Från 1928 till 1993 levererades omkring 60.000 hus, vilket också är ett troligt rekord i Sverige. Tillverkningen bestod i enstycks-hus och grupp-hus.
IKEA:s grundare Ingvar Kamprad var under en kortare tid anställd på Hultsfreds-Hus. IKEA Industry bedriver idag den största industrin i Hultsfred Swedspan/Swedwood, där tillverkningen är spånskivor och möbler.
Den kände inredningsarkitekten Lena Larsson var med vid någon av Hultsfreds-Hus marknadsföringar av huset kallat Smålänningen.
År 1938 påbörjades byggandet av AB Svenska Idealhus fabrikslokaler, vars ägare var direktör Nils Casselberg. Fabriken var färdig i början av 1939 och började då sin tillverkning av monteringsfärdiga trähus. började 1938. Anläggningen omfattade 20 000 kvadratmeter, snickeriverkstaden var 20 x 50 meter, virkestorken 20 x 26 meter och stocksågsbyggnaden 30 x 10 meter. Fabriken hade eget kraftverk, som drevs av ångmaskin och arbetsstyrkan uppgick till 100 man. Den 1 juni 1944 överlät direktör Casselberg rörelsen till Skogsägarnas Industri AB.
AB Svenska Idealhus hade snickerifabrik, sågverk och hyvleri i Hultsfred och de tillverkade byggnadssnickerier och monteringsfärdiga trähus. Bolaget var grundat 1944 och enligt Svensk industrikalender från 1947 var bolagets anläggningar och tillverkningar samt tillverkningar av byggnadssnickerier och monteringsfärdiga trähus utarrenderade till Hultsfreds Träförädlings AB i Hultsfred. Aktiekapitalet var 500 000 kronor. I styrelsen ingick vid den tidpunkten godsägare Hadar Hedborg (ordförande), direktör G. Edström, ryttmästare B. Hyltén-Cavallius, landstingsmannen David Johansson, godsägare Arvid Nilsson och friherre L. Wrede. Verkställande direktör var G. Edström från Växjö och platschefen var disponent T. Wahlquist.

## Hultsfreds-Hus museum
I Hultsfred finns ett litet museum över Hultsfreds-Hus, som bland annat visar kontorslokaler med ritbord och kontorsmaskiner från 1940-1980-talet. Modeller på hus, huskataloger, bilder, ritningar och mycket annat som speglar Hultsfreds-Hus historia finns också. Mängder av material som ännu väntar på att behandlas finns i arkiven. Under lång tid på 1900-talet har samhället Hultsfred i Småland varit känt för sin hustillverkning och detta har präglat orten Hultsfred på många sätt. Det är många som har arbetat på Hultsfreds-Hus, både ortsbor och andra från de kringliggande orterna.

## Historik om hustillverkningen i Småland
Hustillverkningen i Småland ha sina rötter i snickeriindustrin. Främst av två skäl kom landskapet att bli en region med ett stort antal husfabrikanter. Det ena skälet var god tillgång på utbildad arbetskraft och det andra skälet var att det var bra kvalitet på virket från den östra sidan av det småländska höglandet.
I många fall tillverkade snickeriindustrin både fönster och dörrar. Det var dessa två komponenter som var de mest komplicerade delarna i ett hus. Steget var inte långt till vad som kallades "färdiga trähus". Förutom de tidigare nämnda delarna krävdes det till de monteringsfärdiga trähusen  uppmärkta buntar av virke som var kapat i förväg och en ritning.
Namnet på husföretagen i Småland var ofta synonymt med den ort där fabriken hade sin hemvist, såsom Hultsfreds-Hus i Hultsfred. Några andra exempel är AB Egna Hem Vetlandahus, Myresjöhus i Myresjö och Åsedahus, alla tre fabriker i Vetlanda kommun, vidare Hjältevadshus i Eksjö kommun (grundades 1947) och Anebyhus i Aneby kommun, och är alla exempel på detta.
Under 1920-talet växte Egnahemsrörelsen i omfattning och allt fler kunde skaffa sig egna småhus för enfamiljsboende. Byggandet började nyttja standardiserade och ibland prefabricerade delar. Borohus, eller Bo-i-Ro som Landsbro Trävarubolag romantiskt lät kalla det, var bland de första att ge ut en huskatalog med typhus för egnahem som kunde beställas via bolaget. Prefabricerade hus var emellertid inget helt nytt, redan på 1820-talet fanns monteringsfärdiga hus, dock inte i huskataloger, som riktade sig till medelklassen. Borohus kom att följas av ett flertal framgångsrika husleverantörer, redan i slutet av 1920-talet fanns flera tillverkare, bland annat Myresjöhus och AB Standardhus, som senare blev Hultsfreds-Hus.
AB Fogelfors bruk var ett företag som tidigt började tillverka hus. Fogelfors bruk, ett järnbruk från 1700-talet som behövde finna en ny nisch när järnbruket inte längre var lönsamt och det var det första småländska företaget som gav sig in i husbranschen. År 1886 började de leverera sina första monteringsfärdiga hus till Gotland. Det blev dock aldrig någon hustillverkning i stor skala, istället utgjordes brukets stora produktionsvolym av byggnadssnickerier, framförallt dörrar. År 1907 lade man upp en serie av typhus där husdelarna var systematiserade och varje husmodell hade en specifikation på de olika ingående komponenterna. Det dröjde till 1920-taet innan företaget gav ut sin första katalog med mindre stugor och villor. Borohus i Landsbro är ett annat exempel. Borohus startade som en såg år 1898 och kring 1920 började företaget tillverka monteringsfärdiga trähus.